# احتجاجات كوفيد-19 في الصين عام 2022
بدأت سلسلة من الاحتجاجات ضد عمليات الإغلاق الناتجة عن كوفيد-19 في البر الرئيسي الصيني في نوفمبر عام 2022. يشار إليها بالعامية باسم احتجاجات الورقة البيضاء أو ثورة إيه4، وبدأت التظاهرات ردًا على التدابير التي اتخذتها الحكومة الصينية لمنع انتشار كوفيد-19 في البلاد، بما في ذلك تطبيق سياسة زيرو-كوفيد. ازداد السخط من هذه السياسة منذ بداية الجائحة، التي حصرت العديد من الناس في منازلهم بدون عمل وتركت البعض غير قادرين على شراء الضروريات اليومية أو الحصول عليها.
سبق التظاهرات احتجاج بكين سيتونغ بريدج بتاريخ 13 أكتوبر، حيث رفع شخص مجهول الهوية لافتات مؤيدة للديمقراطية واعتقلته السلطات المحلية لاحقًا. غطت وسائل الإعلام الحكومية الحادثة بعد ذلك وأدى ذلك إلى اتخاذ إجراءات صارمة واسعة النطاق لقمع شبكة الإنترنت في الصين. تلا ذلك احتجاجات صغيرة مستلهمة من حادثة سيتونغ بريدج في أوائل شهر نوفمبر، ذلك قبل اندلاع الاضطرابات المدنية على نطاق واسع بعد حريق 24 نوفمبر في مبنى في أوروموتشي تسبب في مقتل عشرة أشخاص، بعد ثلاثة أشهر من فرض إغلاق شامل في سنجان. طالب المحتجون في أنحاء البلاد بإنهاء سياسة زيرو-كوفيد الحكومية والإغلاقات الشاملة.
تطورت أهداف الاحتجاجات طوال فترة الاضطرابات، وتنوعت بين السخط من قيادة الحزب الشيوعي (سي سي بي) وأمينه العام شي جين بينغ، إلى لفت الانتباه إلى الرقابة الحكومية في الصين، وظروف العمل المهينة التي نتجت عن الإغلاقات الشاملة، وانتهاكات حقوق الإنسان ضد عرق الأويغور في سنجان. سمحت الشرطة لمثل هذه التجمعات بشكل كبير، لكن في شنغهاي، ذكرت تقارير أن الضباط اعتقلوا العديد من المتظاهرين. وردت أيضًا تقارير عن ضرب محتجين ورشهم برذاذ الفلفل قبل اعتقالهم. بحلول أوائل ديسمبر، ألغت الصين العديد من قيود كوفيد السابقة من خلال تخفيض الاختبارات، والإغلاقات الشاملة والسماح للأشخاص المصابين بعدوى خفيفة بالحجر الصحي في المنزل.

## خلفية عامة

### إغلاقات كوفيد-19 الشاملة في الصين
منذ بداية جائحة كوفيد-19 في بر الصين الرئيسي، استخدمت الحكومة الصينية الإغلاقات الشاملة بشكل كبير للسيطرة على تفشي كوفيد، في محاولة منها لتطبيق سياسة زيرو-كوفيد. بدأت هذه الإغلاقات بإغلاق ووهان في يناير عام 2020، وسرعان ما انتشر إلى مدن وبلدات أخرى، بما فيها شنغهاي وسنجان. مع انتشار هذه الإغلاقات أكثر، أصبحت أطول وأكثر إزعاجًا، مما أدى إلى زيادة القلق منها ومعارضتها. في أبريل عام 2022، فرضت الحكومة الصينية إغلاقًا على شنغهاي، مما أثار غضبًا على مواقع التواصل الاجتماعي مثل مواقع سينا ويبو وويتشات؛ كان المواطنون غير راضون عن الآثار الاقتصادية للإغلاق، كنقص الطعام وعدم القدرة على العمل. تفاقم الاستياء نتيجة ورود تقارير عن الظروف السيئة في المستشفيات المؤقتة والتطبيق الصارم للحجر الصحي. كان من الصعب قمع هذه الشكاوى، على الرغم من الرقابة الشديدة على وسائل التواصل الاجتماعي في الصين.
أدى انتشار المزيد من المتحولات الفرعية المعدية للمتحول أوميكرون إلى زيادة هذه الشكاوى. مع انتشار هذه المتحولات، تراجعت الثقة العامة بسياسة زيرو-كوفيد للحكومة الصينية، مما يشير إلى أن استراتيجيات الإغلاق أصبحت غير فعالة وغير مستدامة للاقتصاد الصيني. أدت التنازلات والتذبذبات إلى مزيد من انعدام الثقة والدعم لهذه السياسة؛ بتاريخ 11 نوفمبر، أعلنت الحكومة الصينية مبادئ توجيهية جديدة ومفصلة بشأن تدابير مكافحة كوفيد في محاولة لتخفيف سياسة زيرو-كوفيد. تباين تطبيق الحكومات المحلية للقانون على نطاق واسع: رفعت شيجياتشوانغ معظم القيود موقتًا بعد الإعلان، في حين استمرت مدن أخرى في فرض قيود صارمة، خوفًا من عواقب تخفيف الإغلاق الشامل. بعد نشر التوجيهات الجديدة، حدث تفشي لكوفيد-19 في عدة مناطق في الصين.

### الحركات الديمقراطية في الصين
ظهرت حركات سياسية مختلفة من أجل الديمقراطية معارضةً لحكم الحزب الواحد (سي سي بّي) للحزب الشيوعي الصيني. أدى السخط المتزايد من ردة فعل الحكومة الصينية على كوفيد-19 إلى تسريع مناقشات الحرية والديمقراطية في الصين وبعض الدعوات إلى استقالة شي جين بينغ، الذي تمت الموافقة على فترة حكم ثالثة غير مسبوقة له كأمين عام للحزب الشيوعي (أعلى منصب في الصين) قبل أسابيع من بداية انتشار الاحتجاجات.

### احتجاج سيتونغ بريدج
بتاريخ 13 أكتوبر، 2022، وفي عشية المؤتمر الوطني العشرين للحزب الشيوعي الصيني، علق شخص لافتتين معارضتين للإغلاق ومؤيدتين للديمقراطية على حاجز سيتونغ بريدج في بكين. أزالت الشرطة المحلية اللافتات بسرعة، وتم حظر أي ذكر لها على شبكة الإنترنت الصينية. على الرغم من ذلك، انتشرت الأخبار بين الشعب الصيني. ألهمت فيما بعد الأهداف الرئيسية للاحتجاجات اللاحقة. بحلول 26 نوفمبر، أعاد المحتجون على نطاق واسع ترديد شعارات اللافتات في جميع أنحاء البلاد.

## الاحتجاجات الأولى

### لانزو
في 2 نوفمبر، أثارت وفاة طفل في الثالثة من عمره بسبب نقص الغاز في لانزو، بعدما ذكرت تقارير عن تأخير في تلقي العلاج بسبب تقييد الحركة، موجة من الغضب العام. أظهرت مقاطع فيديو على مواقع التواصل الاجتماعي خروج السكان إلى الشوارع يطلبون إجابات لذلك من السلطات والحافلات التي تحتوي على فرق التدخل السريع التي وصلت إلى مكان الحادث. أصدرت السلطات المحلية اعتذارًا في اليوم التالي.

### غوانزو
بعد عودة الإغلاق إلى غوانغزو بدءًا من 5 نوفمبر، سار سكان مقاطعة هيتشو في الشوارع ليلًا في 15 نوفمبر، واخترقوا الحواجز المعدنية وطالبوا بإنهاء الإغلاق. تعد مقاطعة هيتشو موطنًا للعديد من العمال المهاجرين (مينغونغ) من خارج المقاطعة، الذين لم يستطيعوا إيجاد عمل أو يحصلوا على دخل دائم أثناء الإغلاقات. في مقاطع الفيديو المنتشرة على شبكة الإنترنت، انتقد السكان أيضًا وجود طوابير لساعات من أجل اختبار كوفيد، وعدم القدرة على شراء المنتجات الطازجة بأسعار معقولة ونقص الدعم الحكومي المحلي.

### صدامات فوكسكون في تشنغتشو
منذ أواخر شهر أكتوبر، منع مصنع فوكسكون الضخم (شركة تايوانية) في تشنغتشو وسط الصين، والذي أنتج هاتف آيفون لصالح آبل، العاملين من مغادرة المصنع كجزء من سياسة وطنية تطالب بعدم وجود أي حالة كوفيد (زيرو-كوفيد)، في حين تحاول في الوقت نفسه إبقاء المصانع مفتوحة والاقتصاد يعمل. على الرغم من ذلك، تمكن العمال من تجاوز الحواجز والفرار إلى منازلهم، مهددين بذلك استمرار تشغيل المصنع. في أوائل شهر نوفمبر، انتشرت مقاطع فيديو لعاملين يغادرون المدينة على الأقدام ليعودوا إلى منازلهم متحدّين إجراءات الإغلاق. ردًا على ذلك، في منتصف شهر نوفمبر، حثت الحكومات المحلية في أنحاء البلاد المحاربين القدامى وموظفي الخدمة المدنية المتقاعدين على الاشتراك كعمالة بديلة، ووعدوهم بمكافآت. ادعت وسائل الإعلام الحكومية بأن أكثر من 100 ألف شخص اشتركوا فيها بحلول 18 نوفمبر.
في ليلة 22-23 نوفمبر، اشتبك عمال مصنع فوكسكون مع قوات الأمن والشرطة بسبب ضعف الأجور وقيود كوفيد الاعتباطية. عبر العمال عن مطالبهم في مقاطع فيديو انتشرت عبر وسائل التواصل الاجتماعي الصينية، وادعوا أن فوكسكون فشلت في توفير المكافآت وحزم الرواتب الموعودة. وفقًا لأحد العاملين، قالت فوكسكون للمجندين الجدد إنهم سيحصلون على المكافآت بحلول شهر مارس أو مايو من عام 2023، أي بعد فترة طويلة من رأس السنة الصينية القمرية عندما يكونون بحاجة ماسة إلى المال. اتهم المحتجون فوكسكون أيضًا بتجاهل فصل العمال الذين كانت اختبارات كوفيد خاصتهم إيجابية عن الآخرين، وذلك في أثناء منعهم من مغادرة حرم المصنع بسبب إجراءات الحجر الصحي. تم تصوير قوات تنفيذ القانون وهم يضربون العمال بالعصي والقضبان المعدنية، في حين كان العمال يرمونهم بالأشياء وقلبوا سيارات الشرطة. ردًا على ذلك، عرضت فوكسكون 10 آلاف ين (نحو 1400 دولار أمريكي) وتوصيلة مجانية إلى المنزل على العمال الذين وافقوا على ترك وظائفهم ومغادرة المصنع.

### تشونغ تشينغ
تم في تشونغ تشينغ تصوير رجل يلقي خطابًا في مجمعه السكني في 24 نوفمبر، وهو ينادي بصوت عالٍ باللغة الصينية، «أعطني الحرية، أو أعطني الموت!» وسط هتافات وتصفيق الحشود. عندما حاولت قوات تطبيق القانون اعتقاله، تصدى الحشود للشرطة وسحبوه بعيدًا، رغم ذلك تم اعتقاله في نهاية المطاف. أطلق على الرجل على شبكة الإنترنت اسم «الأخ الخارق لتشونغ تشينغ». تم تداول اقتباسات كثيرة له من الفيديو على الرغم من وجود رقابة، مثل «يوجد مرض واحد فقط في العالم، وهو أن تكون فقيرًا وغير حر معًا، لدينا الآن كلاهما»، مشيرًا إلى كل من الإغلاق وارتفاع أسعار المواد الغذائية.